# Clara Peeters

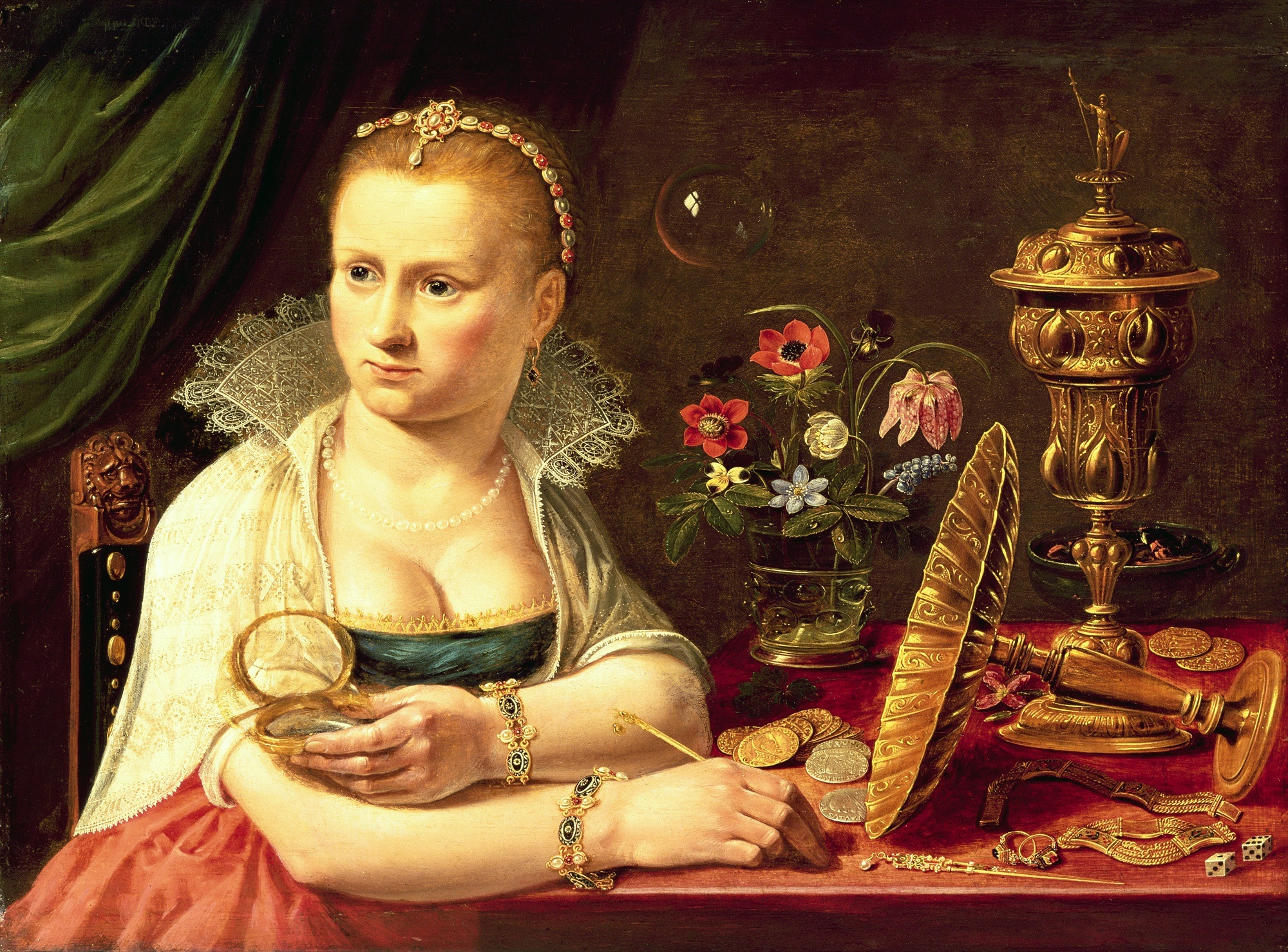
Mögliches Selbstporträt von Clara Peeters (ca. 1618)

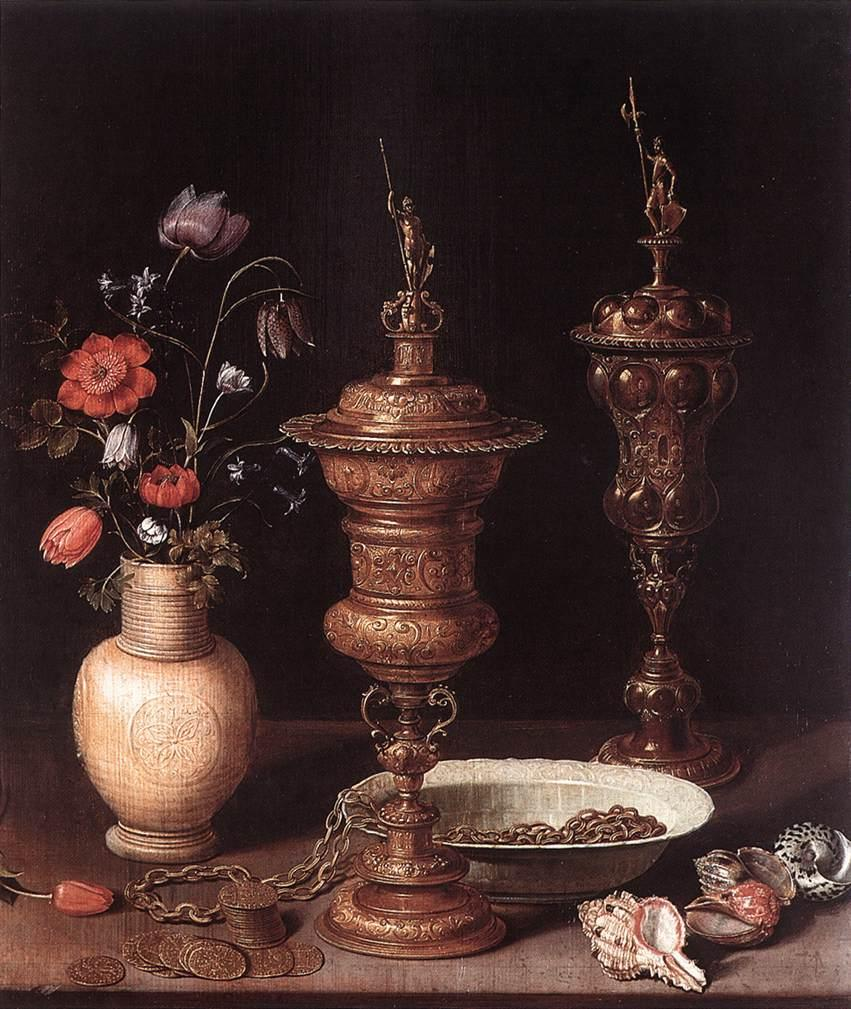
Stillleben mit Blumen und vergoldeten Pokalen, auf den kugelförmigen Buckeln des Akeleipokals rechts erscheint eine Reihe kleiner Selbstporträts als Reflexion

Clara Peeters (* um 1589 in Antwerpen, Herzogtum Brabant; † 1658) war eine flämische Malerin, die vor allem für ihre Stillleben bekannt ist. Kennzeichnend für ihre Malweise sind die akribische Pinselführung,  die raffinierte Anordnung der Gegenstände und die präzise Wiedergabe von Texturen, sowie ein niedriger Blickwinkel.

## Leben und Wirken
Die genauen Daten von Clara Peeters’ Geburt sind nicht bekannt; man nimmt jedoch an, dass sie 1594 in Antwerpen geboren wurde. Es sind keine Hinweise über ihre künstlerische Ausbildung überliefert, es kann jedoch davon ausgegangen werden, dass sie bei einem anerkannten Meister in die Lehre gegangen ist. Möglicherweise handelt es sich um den in Antwerpen ansässigen Stilllebenmaler Osias Beert. Anordnungen in einigen ihrer Bilder, wie dem Stillleben mit Fisch und Katze (nach 1620), bei dem die Gegenstände wenig Überschneidungen zeigen in einem Raum mit klarer Tiefe, erinnern an die Werke Beerts sowie auch auf den Zirkel von Jan Brueghel den Älteren.
Sie signierte ihr erstes Gemälde im Alter von 13 Jahren. Zunächst lebte sie in Antwerpen, zog dann aber 1612 nach Amsterdam und 1617 nach Den Haag. Im Jahre 1639 heiratete sie Henri Joosen in Antwerpen. Ihr frühestes der Nachwelt bekanntes Ölgemälde stammt aus den Jahren 1607/1608. Die letzte bekannte Information über sie ist ein Gemälde von 1657, das allerdings verloren ging. Die genauen Umstände ihres Todes sind unbekannt.
Clara Peeters gilt als Pionierin der Stillleben-Malerei im 17. Jahrhundert. Sie gehörte zu den Künstlern, die den Stilllebentyp Frühstücksszene populär machten. Es kann davon ausgegangen werden, dass sie eine erfolgreiche Künstlerin war, da auf vielen ihrer Gemälde wertvolle Gegenstände wie kostbare Porzellanvasen und Gläser mit Schliff, exotische Muscheln und glänzende Goldmünzen dargestellt sind. Kostbarkeiten dieser Art befanden sich zu der Zeit in herrschaftlichen Wunderkammern, ihre Auftraggeber müssen reiche Sammler gewesen sein.
Rund achtzig Gemälde werden Peters weit bis nach dem Jahr 1630 zugeschrieben, davon hat sie mindestens dreißig signiert. Lange Zeit wurden ihre Bilder, die sie mit „CP“ signierte, einem Maler namens Pieter Claesz zugeschrieben. Bilder von Clara Peeters befinden sich unter anderem in den Sammlungen des Prado in Madrid, des Rijksmuseums in Amsterdam und des National Museum of Women in the Arts in Washington.